# ¿Cómo están ustedes?
¿Cómo Están Ustedes? es el segundo álbum de estudio del payaso infantil, actor y cantante Miliki, en el cual se encuentran algunas canciones conocidas del intérprete.
En las Navidades del año 2000, fue el número uno en las ventas de discos infantiles.

## Lista de canciones
| N.º | Título                                    | Duración |  |
| 1.  | «¿Cómo están ustedes?»                    | 3:00     |  |
| 2.  | «Animales F.C.»                           | 3:33     |  |
| 3.  | «Abre la puerta Pepe»                     | 2:10     |  |
| 4.  | «De Cachibú, de Cachivaca» (Cover:)       | 2:55     |  |
| 5.  | «La familia unida»                        | 2:14     |  |
| 6.  | «Te huelen los pies»                      | 3:11     |  |
| 7.  | «Pinocho»                                 | 3:01     |  |
| 8.  | «La marcha de las letras»                 | 2:29     |  |
| 9.  | «Dulce Margarita» (Cover:)                | 3:06     |  |
| 10. | «Chévere Chévere Chón»                    | 3:09     |  |
| 11. | «Porompompón Manuela»                     | 2:23     |  |
| 12. | «El ratoncito Miguel / El señor Don Gato» | 2:29     |  |
| 13. | «Di por qué»                              | 2:29     |  |
| 14. | «Papá y mamá»                             | 2:39     |  |
| 15. | «Nuestro arcoiris»                        | 3:43     |  |
| 16. | «Hola Don Pepito (Instrumental)»          | 3:38     |  |

## Intérpretes
- Miliki: Voz y acordeón
- José Morato y Óscar Gómez (productor): Voces y coros

### Colaboraciones
- Josema Yuste: en "Animales F.C."
- Bertín Osborne: en "Abre la puerta, Pepe"
- Los del Río: en "De Cachibú, de Cachivaca"
- Pedro Peña: en "La familia unida"
- No me pises que llevo chanclas:  en "Te huelen los pies"
- Paz Padilla: en "La marcha de las letras"
- Café Quijano: en "Chévere Chón"
- Carmen Morales: en "El ratoncito Miguel/El señor Don Gato"
- Willy Chirino: en "Papá y Mamá"
- Tamara: en "Nuestro arcoiris (Over the rainbow)"
- Paquito D'Rivera: en "Hola Don Pepito (Instrumental)"

- Datos: Q6172333